# 斯普林菲尔德 (密苏里州)
春田，是美國密苏里州西南部的城市，位於歐扎克高地，属密苏里州第三大城市，前两大城市分别是圣路易斯和堪萨斯城。
这里有两个春田，一个是小春田，指的是City，另一个是大春田，也就是春田地区（Metro Area），由五个县（County）组成，分别是Greene、Christian、Webster、Polk、Dallas。如果一个人说他住在春田，通常是指他住在春田地区。

## 气候
春田的气候四季分明，冬天平均最高气温华氏45度，平均最低24度，夏天平均最高气温华氏88度，最低65度，平均一年的降雨量为43英寸，降雪量20英寸，四、五月份雨量最多，有时会有龙卷风来袭。

## 人口
以下的很多数据都来自春田商业协会（Springfield Area Chamber of Commerce）。
这个地区的总人口有44万，其中白人占94%，黑人1.8%，亚裔1%。春田的犯罪率为0.27%，远低于全美平均水平0.45%。受过高等教育的人口占四分之一，高中以上毕业的人口占86%，基本上与全美的平均水平一致。

| 调查年                              | 人口    | 备注 | %±     |
| ----------------------------------- | ------- | ---- | ------ |
| 1850                                | 415     |      | —      |
| 1860                                | 1,235   |      | 197.6% |
| 1870                                | 5,555   |      | 349.8% |
| 1880                                | 6,522   |      | 17.4%  |
| 1890                                | 21,850  |      | 235.0% |
| 1900                                | 23,267  |      | 6.5%   |
| 1910                                | 35,201  |      | 51.3%  |
| 1920                                | 39,631  |      | 12.6%  |
| 1930                                | 57,527  |      | 45.2%  |
| 1940                                | 61,238  |      | 6.5%   |
| 1950                                | 66,731  |      | 9.0%   |
| 1960                                | 95,865  |      | 43.7%  |
| 1970                                | 120,096 |      | 25.3%  |
| 1980                                | 133,116 |      | 10.8%  |
| 1990                                | 140,494 |      | 5.5%   |
| 2000                                | 151,580 |      | 7.9%   |
| 2010                                | 159,498 |      | 5.2%   |
| 2020                                | 169,176 |      | 6.1%   |
| U.S. Decennial Census 2018 Estimate |         |      |        |

## 经济
春田经济的三大支柱为医疗服务、教育和商品零售，从事医疗服务的人员达3万人，医疗产业的经济总量45亿美元，知名的大型医院有圣约翰地区医疗中心、科克斯医疗中心（南部分院）、科克斯医疗中心（北部分院）、勒克兰德地区医院等。美国联邦监狱医院也在此落户，承担毗邻几个州监狱系统的医疗服务。
春田地区有36所公立小学、11所公立初中、5所公立高中，私立学校有12所，另有16所大专院校，其中密蘇里州立大學和伊万基大学的学生人数均分别超过2万人（其中中国留学生有1600名）。春田的商业十分发达，整个地区至少有10家，2009年的商品零售额达54亿美元。
春田的经济总量在过去10年翻了一番，为密苏里州增长最快的地区，全美排名前50名之内。过去10年来新增工作机会18%，目前失业率8.2%，低于美国平均失业率9.1%。家庭平均年收入为52019美元。
春田的综合生活成本低于全美平均水平12%，其中房价比全美平均房价低23.4%，水、电、气等公用设施价格低16.7%，食品杂货价格低6.8%，医疗服务价格低4.9%。

## 交通
春田 - 布蘭森機場位于城市西边，美国联合航空、美洲航空、达美航空和联合巨人航空的31个航班每天通往芝加哥、洛杉矶、拉斯维加斯、奥兰多等10多个城市，该机场2005年在全美发展最快的机场排名中名列第4位，春田市每年接待游客220万人次。从春田去中国需要在芝加哥转机一次，中转时间大约需3-4小时。

## 其他
2009年Biz期刊将春田市列为全美生活质量最佳的前50名中型城市，福布斯杂志连续4年将春田评为全美最佳经商城市的前50名，2010年排名第42位。
2010年密苏里州在CNBC评选的全美经商成本最低的州中排名第15位，同时春田地区的克里斯蒂县（Christian）在全美工作机会增长最快的县中排名第12位，从2000年到2009年，这个县的工作机会增长了39%，主要来自于O’Reilly汽车配件公司、圣约翰医疗系统和科克斯医疗系统的增长。这个县还因毗邻布兰森地区三大湖泊而得益于各种户外活动所带来的商业机会。
密苏里州还是全美税收环境A级区域，低税率和低经商成本使得密苏里州成为投资人的天堂。

## 友好城市
- 日本伊勢崎市
- 墨西哥特拉克帕克
- 法國图尔